# Armbrytning

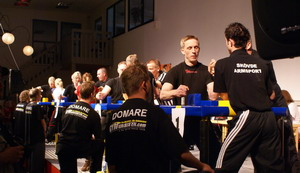
Svenska Mästerskapen 2008 hölls i Vimmerby.

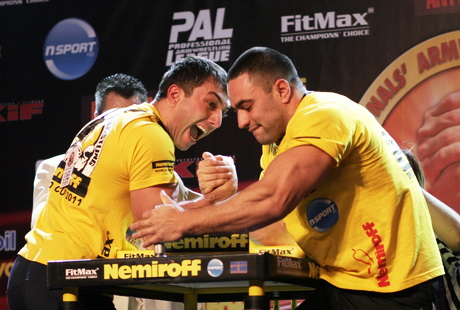
Två av världens bästa mellanviktare - Khadzimurat Zoloev (RUS) och Rustam Babayev (UKR).

Armbrytning, eller, hos aktiva utövare, armsport, är en styrkegren inom idrotten som innebär att två personer tävlar i att trycka ner motståndarens hand mot ett bord som bådas armbågar vilar på.
Armbrytning är en sport som är relativt ung i Sverige, men som utövats sedan lång tid tillbaka (främst i USA). Sporten kom till Sverige i början på 1980-talet, tack vare en av svensk armsports eldsjälar, Holger Krekola. Han var den drivande kraften för sporten under många år och han arbetade hårt för att organisera armbrytningen och 1987 startade han Svenska Armsportförbundet. Krekola var engagerad som ordförande i förbundet i 13 år, ända fram till 2000. Numera ingår Svenska Armsportförbundet i Riksidrottsförbundet och är sedan 2017 ett underförbund till Svenska Budo & Kampsportsförbundet.
Holger arrangerade också två stycken världsmästerskap i armbrytning. Det första ägde rum 1988 i Eskilstuna och andra gången 1994 i Södertälje.
Krekola är inte längre aktiv eller involverad i Svenska Armsportförbundet, men anordnar fortfarande sin mest kända tävling, The Golden Arm Championship, varje år i februari i Eskilstuna. Tävlingen The Golden Arm Championship arrangerades för första gången 1990 och är idag den äldsta återkommande fristående tävlingen i hela Europa.
Under tidsperioden 1990–1994 utgavs tidskriften Armsport Magazine i Sverige. Tidningen utkom 4 gånger per år och var en renodlad tidning om just armbrytning. Ansvarig utgivare var Holger Krekola.
Armbrytning är en sport som kombinerar styrka, teknik, snabbhet och taktik. När det gäller styrkebiten, så handlar armbrytning till största del om statisk styrka till skillnad från dynamisk styrka som används vid till exempel styrketräning. Utövarna behöver alltså träna upp förmågan att "låsa" armen i ett läge för att sedan bryta ned motståndaren.
När man utövar armbrytning i tävlingssammanhang använder man ett speciellt armbrytarbord som följer mått som fastställts av WAF, där motståndarna står upp. Undantaget från detta är Parasport-tävlingar (disabled), där motståndarna kan använda sittande bord vilket avgörs av vilket fysiskt handikapp de utövande har samt vilken klass de tävlar i. Dessa bord och specifikationer som bestämts av WAF gäller däremot inte när man tävlar i World Armwrestling League, där helt andra dimensioner på till exempel armbågsplattor används.
Vid tävlingsbordet sätter motståndarna ner armbågen (på den tävlande armen) på en så kallad armbågsplatta på bordet. De greppar sedan tag i varandras händer med den tävlande armen med så kallad tum-fattning. Med den icketävlande handen greppar de tävlande tag runt ett speciellt handtag som finns på vardera sidan av bordet. De tävlande måste under hela matchen hålla i detta handtag. Tävlingsmatcher döms alltid av två domare som har till uppgift att kontrollera att allt går rätt till från startögonblicket till dess att någon av de tävlande vunnit matchen. Den ena domaren är huvuddomare vid bordet och den andra assisterande. Huvuddomaren har som uppgift att rent fysiskt både kontrollera samt rätta till de tävlandes uppgreppning samt position vid bordet inför starten. Den assisterande domaren har som uppgift att genom diverse handgester och muntligen, ge huvuddomaren information om hur de tävlandes startposition ser ut från den motsatta sidan av bordet, som huvuddomaren inte kan se. 
När huvuddomaren bedömer att alla regler efterlevs, så startar domaren matchen med att säga orden: "Ready" och därefter "Go". De tävlande ska då försöka få ner motståndarens hand, fingrar eller handled ned till nedslagskudden eller till den nivå där nedslagskudden befinner sig. Det vill säga den tävlande som vinner behöver alltså inte nudda kudden med sin eller motståndarens hand, fingrar eller handled, utan det räcker med att den förlorandes hand, fingrar eller handled kommer ned till samma höjdnivå som nedslagskudden har.
Den mest framgångsrika armbrytaren genom tiderna är John Brzenk från USA, som har mängder av titlar från de största och mest prestigefyllda tävlingarna i världen. En annan känd armbrytare är Devon Larratt som vann World Armwrestling League (WAL) 2016 i båda armarna och är en av världens främsta armbrytare efter John Brzenk. Några av de mest kända kvinnliga svenska armbrytarna i världen är Heidi Andersson från Ensamheten, utanför Storuman, Sarah Bäckman och Fia Reisek. Heidi Andersson är elvafaldig världsmästare och har även gett ut dokumentärfilmen Armbryterskan från Ensamheten. Fia Reisek (Heidis kusin) är också hon världsmästare och hon vann dessutom World Armwrestling League (WAL) 2016 i båda armarna. Sarah Bäckman har även hon varit världsmästare och var även under en säsong gladiator i tv-programmet Gladiatorerna (TV-program). 
En av de mest kända manliga svenska armbrytarna i världen på 1990-talet var Andreas Rundström, som bland annat vann den mest prestigefyllda internationella tävlingen på den tiden, Yukon Jack, som då ägde rum varje år i USA. I nutid är bland annat Niklas Nannestad ett välkänt namn internationellt efter att han vann World Armwrestling League (WAL) 2016 i vänster arm.

## Teknik
Armbrytning sker vid stående armbrytarbord. Endast i vissa klasser inom Parasport (disabled) (klass för funktionshindrade) sitter de tävlande ner.
- Man står upp och bryter, och är man lite kort får man använda en pall.
- Handlederna är raka i starten, men efter att domaren givit signal om att matchen ska börja, får man böja på handleden hur mycket man vill.
- Om man vill få en bra start så ska man tänka på att fingerknogarna ska peka mot motståndaren, vilket gör att motståndarens handled böjs.
- När man sedan bryter så bryter man med hela kroppen, vilket betyder att överkroppen ska följa med när man bryter. Armen ska också vara nära kroppen eftersom man får mer kraft (genom hävstångseffekten).
- Man ska bryta diagonalt mot sin egen axel, och inte sidledes, vilket betyder att om man bryter med höger arm så ska man bryta mot vänster axel. Det gör att motståndarens arm blir utsträckt och får svårt att hålla emot.
- När en hand eller en del av handen nuddar eller kommer i samma höjd som nedslagskudden så är matchen slut. Man har fyra kuddar på bordet, två stycken nedslagskuddar som man bryter mot och två stycken som de tävlande har sin respektive armbåge på.

## Regler[1]
Det finns många regler att ta hänsyn till i tävlingssammanhang, till exempel ska de tävlande ha raka handleder, axlarna ska vara parallella med bordet vid startögonblicket och tumfingerknogarna ska vara synliga med mera. Alla dessa regler finns specificerade i WAF:s regler som uppdateras med jämna mellanrum.
- De tävlande ska alltid lyssna på domaren. Gör man inte det kan man tilldelas en varning eller foul.
- Om någon av de tävlande bryter mot någon regel innan start eller efter start, så kan domaren utdöma både varning och foul. Foul är den starkare disciplinära åtgärden och två stycken fouls innebär att den tävlande förlorat matchen.
- Kan de tävlande inte komma överens om ett grepp innan starten så blir det domarens grepp som avgör. Om någon av de tävlande rör på något mellan huvud och höftbenen så tilldelas man en foul.
- Handen på den icketävlande armen ska alltid ha kontakt med handtaget som finns på vardera sida om bordet för de tävlande. Om någon av de tävlande släpper taget om handtaget, så utdöms en foul.
- De tävlande får under pågående match röra sina armbågar fritt på armbågskudden. Men om någon av de tävlande lyfter armbågen från kudden eller flyttar armbågen utanför "kudd-ramen", så utdöms foul.
- I tävlingar som följer World Armwrestling Federations regler, så används ett system som kallas "Double Elimination". Det vill säga om en tävlande har förlorat en match, så har man fortfarande chansen att ta sig till final i en så kallad förlorar-pool. Förlorar man däremot en andra match, så är man ute ur tävlingen. Dessa regler gäller endast "formella" tävlingar som på något sätt är sanktionerade av WAF eller av annan anledning följer WAF:s regler. Andra icke-WAF-sanktionerade tävlingar kan alltså ha ett annat upplägg på tävlingsformen.

## Medlemmar iWAF
- Afrika
  -  Egypten
  -  Ghana
  -  Kamerun
  -  Mali
  -  Marocko
  -  Nigeria
  -  Sydafrika
  -  Tunisien
  -  Uganda
- Asien
  -  Afghanistan
  -  Indien
  -  Indonesien
  -  Irak
  -  Iran
  -  Japan
  -  Kazakstan
  -  Kina
  -  Kirgizistan
  -  Malaysia
  -  Mongoliet
  -  Nepal
  -  Palestina
  -  Sydkorea
  -  Tadzjikistan
  -  Taiwan
  -  Turkmenistan
  -  Förenade arabemiraten
  -  Uzbekistan
- Europa
  -  Armenien
  -  Azerbajdzjan
  -  Belgien
  -  Bosnien/ Bosnien och Hercegovina (oklart om det är Bosnien och Hercegovina eller enbart Bosnien)
  -  Danmark
  -  England
  -  Estland
  -  Finland
  -  Frankrike
  -  Georgien
  -  Grekland
  -  Grönland
  -  Island
  -  Israel
  -  Italien
  -  Lettland
  -  Litauen
  -  Libanon
  -  Moldavien
  -  Nederländerna
  -  Norge
  -  Polen
  -  Rumänien
  -  Ryssland
  -  Schweiz
  -  Serbien
  -  Skottland
  -  Slovakien
  -  Spanien
  -  Sverige
  -  Turkiet
  -  Tyskland
  -  Ukraina
  -  Ungern
  -  Vitryssland
  -  Österrike
- Nordamerika
  -  Costa Rica
  -  Dominikanska republiken
  -  Kanada
  -  USA
- Oceanien
  -  Australien
  -  Nya Zeeland
- Sydamerika
  -  Argentina
  -  Bolivia
  -  Brasilien
  -  Chile
  -  Colombia